# БАФТА Уельс
БАФТА Уельс (англ. BAFTA in Wales або валл. BAFTA Cymru) — валійська філія Британської академії телебачення та кіномистецтва.
Організація була заснована 1991 року. З того часу вона щороку проводить у Кардіффі церемонію нагородження за найвищі досягнення в кіно та телебаченні Уельсу. Ця нагорода не є частиною премії, яку вручає БАФТА, проте лауреати премії БАФТА Уельс можуть пізніше отримати і загальнонаціональну нагороду.

## Лавреати
- 2009 — за найкращий дизайн костюмів — Ейпріл Феррі[en][1]